# Ranflüh
Ranflüh ist eine Siedlung im Verwaltungskreis Emmental des Schweizer Kantons Bern.
Sie besteht u. a. aus den Teilen Hinterdorf (auch Underdorf) und Oberdorf. Der Ortsteil Hinterdorf sowie die Häuser nordöstlich der Zollbrückstrasse gehören zur Gemeinde Lützelflüh. Einzige Ausnahme sind die Gebäude Zollbrückstrasse 29–39 sowie ab 47, die wie das Oberdorf und die Gebäude südwestlich der Zollbrückstrasse zur Gemeinde Rüderswil gehören.
Durch die Siedlung führt die ÖV-Buslinie Ramsei–Langnau i. E., die durch die Busland AG der BLS AG betrieben wird.